# Immobilien Freistaat Bayern
Die Immobilien Freistaat Bayern sind ein Staatsbetrieb im Bereich des Bayerischen Staatsministeriums für Wohnen, Bau und Verkehr. Er wurde am 16. Mai 2006 gegründet und damit aus dem Landesamt für Finanzen ausgegliedert.
Das Unternehmen bewirtschaftet alle Immobilien des Freistaates Bayern einschließlich der im Wege des Staatserbrechts erworbenen. Die Geschäftsfelder sind Immobilienmanagement, Flächenmanagement, Immobilienverkehr und Eigentum, die kaufmännische Liegenschaftsverwaltung, Grundbesitzverwaltung, Bergrechteverwaltung und Verwaltung der Fischereirechte. Es existieren Regionalvertretungen in jedem Regierungsbezirk Bayerns.

## Standorte
| Regierungsbezirk | Standort                |
| ---------------- | ----------------------- |
| Oberbayern       | München, Ingolstadt     |
| Niederbayern     | Landshut                |
| Oberpfalz        | Regensburg              |
| Oberfranken      | Bamberg                 |
| Mittelfranken    | Nürnberg                |
| Unterfranken     | Würzburg, Bad Kissingen |
| Schwaben         | Augsburg                |